# 五十嵐陽向
五十嵐 陽向（いがらし ひなた、2009年1月30日 - ）は、日本の俳優である。セントラルに所属していたが、2020年6月にプロフィールが削除された。

## 出演

### 映画
- スマーフ2 アイドル救出大作戦!（2013年、ジャパンプレミア） - ブルー 役
- 森山中教習所（2016年、ファントム・フィルム） - 上原サキの息子 役
- ミュージアム（2016年、ワーナー・ブラザース映画） - 沢村将太 役

### テレビドラマ
- 胡桃の部屋（2011年7月 - 8月、NHK総合）
- こだわり男とマルサの女（2012年2月24日、NHK BSプレミアム） - 伊丹万作 役
- 七人の敵がいる! 〜ママたちのPTA奮闘記〜（2012年4月-6月、東海テレビ・フジテレビ） - 光（幼少）役
- 検事 霞夕子3　年一回の訪問者（2012年6月8日、フジテレビ） - 佑（3歳）役
- とんび（2013年1月 - 3月、TBS） - アキラ（3歳） 役
- 最も遠い銀河（2013年2月2日・3日、テレビ朝日） - 李美朝（京愛の息子）
- ご縁ハンター（2013年4月13日 - 27日、NHK） - 新城祐馬 役
- 空飛ぶ広報室（2013年4月 - 6月、TBS）
- ガリレオ2 最終回（2013年6月24日、フジテレビ） - プレイルームの子供 役
- スターマン・この星の恋（2013年7月-9月、フジテレビ） - 宇野俊 役
- こうのとりのゆりかご〜「赤ちゃんポスト」の6年間と救われた92の命の未来〜（2013年11月25日、TBS） - 保 役
- 最後の仕事（2014年1月12日、テレビ朝日） - 健人 役
- 明日、ママがいない 第1話 - 第5話（2014年1月15日 - 2月19日、日本テレビ） - パチ 役
- 花咲くあした 第6話・第7話（2014年2月9日 - 16日、NHK BSプレミアム） - 花咲光（幼少）役
- みをつくし料理帖 パート2（2014年6月8日、テレビ朝日） - 太一 役
- 獣医さん、事件ですよ 第6話（2014年8月7日、日本テレビ） - 山本寛人 役
- NHK大河ドラマ
  - 花燃ゆ（2015年）- 久坂秀次郎（幼少期）役
  - 麒麟がくる（2020年）- 明智十兵衛（幼少期）役
- テレビ未来遺産 “終戦69年”ドラマ特別企画 遠い約束〜星になったこどもたち〜（2014年8月25日、TBS） - 松原友之・松原旬 役（二役）[1]
- おやじの背中 第8話「駄菓子」（2014年8月31日、TBS） - 羽柴輝光 役
- ビンタ!〜弁護士事務員ミノワが愛で解決します〜 第2話（2014年10月9日、読売テレビ） - 長澤裕希 役
- ママとパパが生きる理由 （2014年11月20日 - 12月18日、TBS） - 吉岡由宇 役[2]
- 保育探偵25時〜花咲慎一郎は眠れない!!〜 第6話（2015年2月20日、テレビ東京） - 大月コテツ 役
- マザー・ゲーム〜彼女たちの階級〜（2015年4月14日 - 6月16日、TBS） - 小田寺信 役
- ど根性ガエル 第4話・第10話（2015年8月1日・9月19日、日本テレビ） - ひろし（幼少）役
- テディ・ゴー!（2015年10月10日 - 10月31日、フジテレビ） - 高井陸 役
- OUR HOUSE 第4話（2016年5月8日、フジテレビ） - 仁科竜治 役
- 時をかける少女（2016年7月9日 - 8月6日、日本テレビ） - 松下圭太 役
- 仮面ライダーゴースト 第43話・44話（2016年8月7日・14日、テレビ朝日） - 遠藤ヒロキ 役
- 望郷 「海の星」（2016年9月28日、テレビ東京） - 浜崎太一 役
- とげ 小市民 倉永晴之の逆襲（2016年10月8日 - 11月26日、東海テレビ・フジテレビ） - 倉永真也 役
- メディカルチーム レディ・ダ・ヴィンチの診断 第1話（2016年10月11日、関西テレビ・フジテレビ） ‐ 増山宏太 役
- リテイク 時をかける想い 第4話（2016年12月24日、東海テレビ、フジテレビ） - 生嶋アキト（幼少期）役
- スーパーサラリーマン左江内氏 第2話（2017年1月21日、日本テレビ） - あきら 役
- スーパー戦隊シリーズ（テレビ朝日） 
  - 宇宙戦隊キュウレンジャー 第5話・第20話（2017年3月12日・7月2日） - 幼いスティンガー 役
  - 騎士竜戦隊リュウソウジャー 第37話 「誕生！最恐タッグ」（2019年12月8日） - 谷口一郎 役
- 帰ってきた家売るオンナ（2017年5月26日、日本テレビ） - 葉山蓮 役
- 警視庁機動捜査隊216 IX（2018年6月18日、テレビ朝日） - 小池空 役
- さすらい温泉♨遠藤憲一 第一湯（2019年1月16日、テレビ東京） - 富永勇介 役
- 白衣の戦士! 第7話（2019年5月29日、日本テレビ） ‐ 小野佑輔 役

### テレビバラエティ
- VS嵐
- オールスター感謝祭'14秋
- アッコにおまかせ!

### 教育バラエティ
- u&i「ひとりになっちゃうかも」(2019年3月6日、NHK Eテレ)

### 広告
- ユニ・チャーム トレパンマン 「行けたね！篇」（2013年）
- ENEOS 「ENEOSの魔法使い 篇」（2014年）